# 汉灭卫氏朝鲜之战
汉灭卫氏朝鲜之战是汉武帝为征服朝鲜半岛北部的卫氏朝鲜政权而发动的战争。公元前109年，汉军分水陆两路进攻卫氏朝鲜。左将军荀彘攻破卫氏朝鲜。卫氏朝鲜领土划分为乐浪、玄菟、真番、临屯四郡，史称“汉四郡”，并入汉朝。

## 背景
战国时期，燕惠王遣大将秦开渡河攻箕子朝鲜，占领朝鲜、真番，置官吏，筑要塞。秦灭燕，朝鲜成为檄外之地。
汉朝初年，燕王卢绾叛汉失败，遁入匈奴。燕人卫满聚集党徒千余人，身着蛮夷之服东逃朝鲜，居住在秦朝旧城中，逐渐征服朝鲜、真番、临屯等族，并得到流亡的燕齐等国人的拥护，于是卫满自立为王，定都王险城（今平壤），史称“卫满朝鲜”，又称“卫氏朝鲜”。汉高后时期，天下初定，卫满遂与辽东太守约定为外臣，与汉朝以浿水（今朝鲜清川江）为界。传至其孙右渠时，大量接收流亡汉人，又拒绝朝汉，同时阻碍南边的真番、辰国朝见。
元封二年（前109年），汉武帝派涉何出使卫氏朝鲜，诏令右渠入京朝见，右渠不肯奉召。涉何离开边界时杀死了随行的朝鲜护卫，并将此事报于汉武帝，武帝嘉奖涉何，并封他为辽东东部都尉，不久朝鲜发兵攻打辽东，杀死涉何。

## 过程
元封二年（前109年）秋，汉武帝遣楼船将军杨仆领兵七千从齐地（山东半岛）横渡渤海，左将军荀彘领兵五万出辽东，水陆两路同时进攻卫氏朝鲜，朝鲜王右渠发兵扼守险要地势。左将军率先发起进攻，遭遇失败，汉军溃散，退回辽东。
元封三年（前108年），杨仆率水师七千人先抵达王险城，王险守军发现杨仆的军队人数不足，随即发起进攻，杨仆的军队败退，杨仆逃入山中十余天，重新聚集溃散的部众。左将军荀彘进攻朝鲜驻扎在浿水以西的军队，没有打败朝鲜水军。
同年，汉武帝派遣卫山出使朝鲜，劝说右渠投降。右渠见到汉使就叩首谢罪，表示愿意归降汉朝，派太子入汉为质，并派遣一万五千人护送太子入汉，刚到达边境浿水，荀彘和卫山恐其生变，对朝鲜太子说不要带兵入境，朝鲜太子心生恐惧，又率众退回王险城。卫山向汉武帝禀报此事后，汉武帝诛杀卫山。
荀彘击败了朝鲜在浿水以西的守军，开进到王险城下，驻扎在城的北面。楼船将军杨仆亦抵达王险城，驻扎在南面。荀彘强攻数月也未能破城。荀彘的士兵大多来自燕地和代地，作战凶猛。杨仆的士兵大多来自齐地，曾经和朝鲜作战失败，围城时常“持和节”。朝鲜大臣私下和楼船将军杨仆缔结商议投降，但还没有达成最终的决定。
荀彘多次向杨仆提出攻打的要求，但杨仆因希望达成与朝鲜的约定，不与荀彘合作。荀彘又向朝鲜提出议和的要求，但朝鲜不愿意与荀彘议和，而是希望和杨仆商议。荀彘认为杨仆曾经败给朝鲜，杨仆和朝鲜亲善，而朝鲜又没有投降，所以不敢发兵。
同年，汉武帝派原济南郡太守公孙遂协调两军关系，但公孙遂私下与荀彘合谋，抓捕杨仆夺其兵权，交由荀彘指挥，两军再次猛攻王险城。公孙遂将此事报告武帝后，汉武帝诛杀公孙遂。
元封三年（前108年），朝鲜大臣尼溪相参派人杀死了朝鲜王卫右渠，向荀彘投降。
但此时的王险城尚未被攻破，右渠曾经的大臣成己再次进攻。荀彘让右渠的儿子卫长和投降的宰相的儿子发谕令，杀死成己。
左将军荀彘回朝后，汉武帝以“争功相嫉乖计”杀死了灭亡朝鲜的荀彘。汉武帝以杨仆“失亡多”，论罪当诛，但实际的处罚是“赎为庶人”保留了试图与朝鲜议和的杨仆的性命。

## 结果

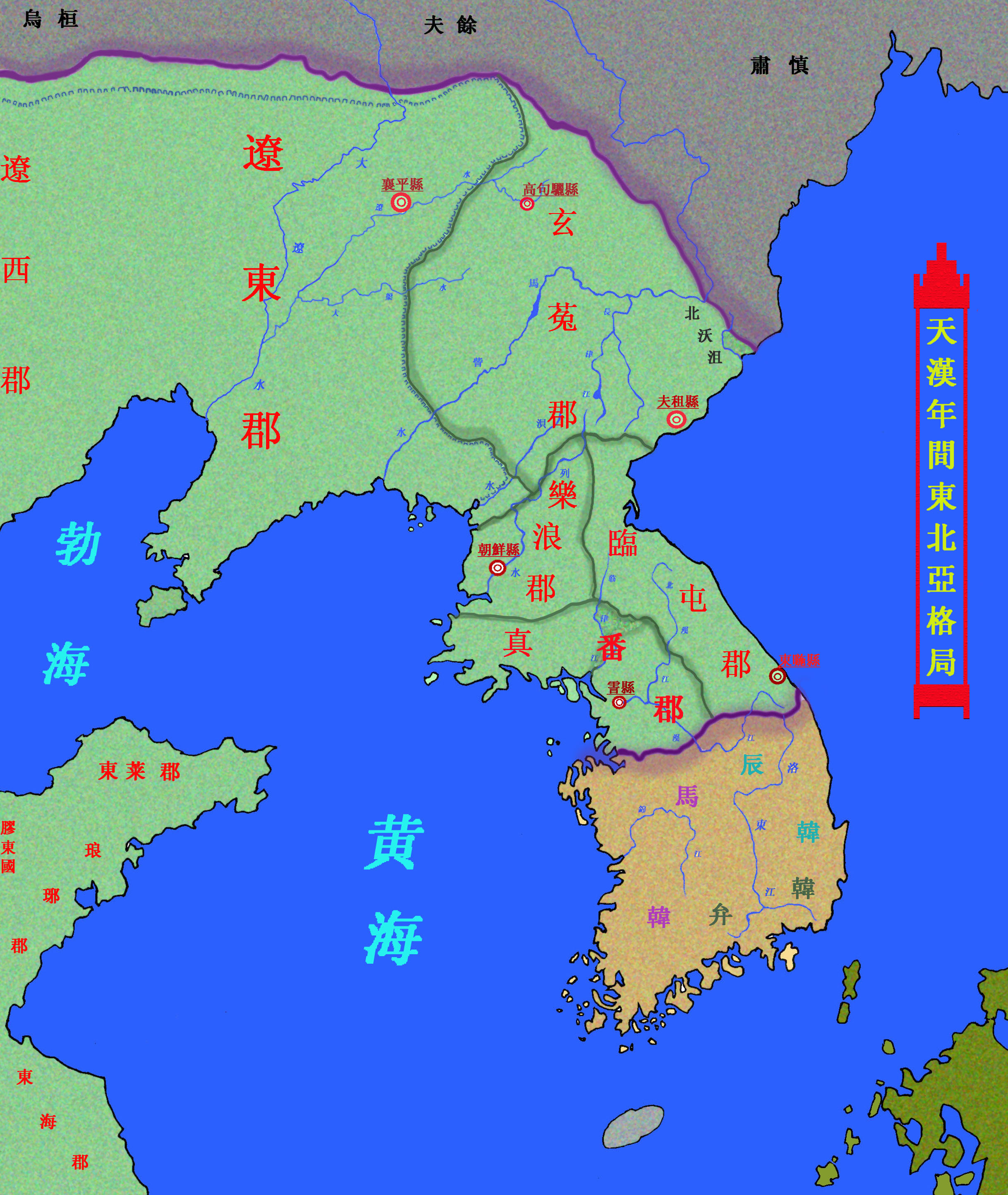
漢朝位於朝鮮半島的遼東郡、玄菟郡、樂浪郡、臨屯郡，及真番郡。

卫氏朝鲜的领土划分为乐浪、玄菟、真番、临屯四郡，并入汉朝。